# 아르툠 하지베코프
아르툠 알렉산드로비치 하지베코프(러시아어: Артём Алекса́ндрович Хаджибеков, 1970년 4월 20일~)은 러시아의 사격 선수로 주 종목은 소총이다. 올림픽에 5회 참가했으며 1996년 하계 올림픽에서 남자 10m 공기소총 금메달, 2000년 하계 올림픽에서 남자 10m 공기소총 금메달을 획득했다.